# Листонос Коммерсона
Листонос Коммерсона (лат. Hipposideros commersoni) — млекопитающее из семейства подковогубые (Hipposideridae), обитающее на Мадагаскаре. Вид назван в честь французского натуралиста Филибера Коммерсона (1727—1773).
Крупнейший вид семейства: предплечье — до 110 мм. Встречаются на высоте до 1350 м над уровнем моря. Этот вид встречается в различных типах растительности, в том числе сухих лиственных, прибрежных и галерейных лесах. Селится большими колониями в пещерах и в одиночку на периферийных ветвях большого дерева; часто также селятся в зданиях. Самцы значительно крупнее самок. Питаются в основном жуками.
Кроме потери мест обитания, виду также угрожает охота. Листонос Коммерсона встречается на многих охраняемых территориях.